# Gobierno de Transición de la República Democrática del Congo

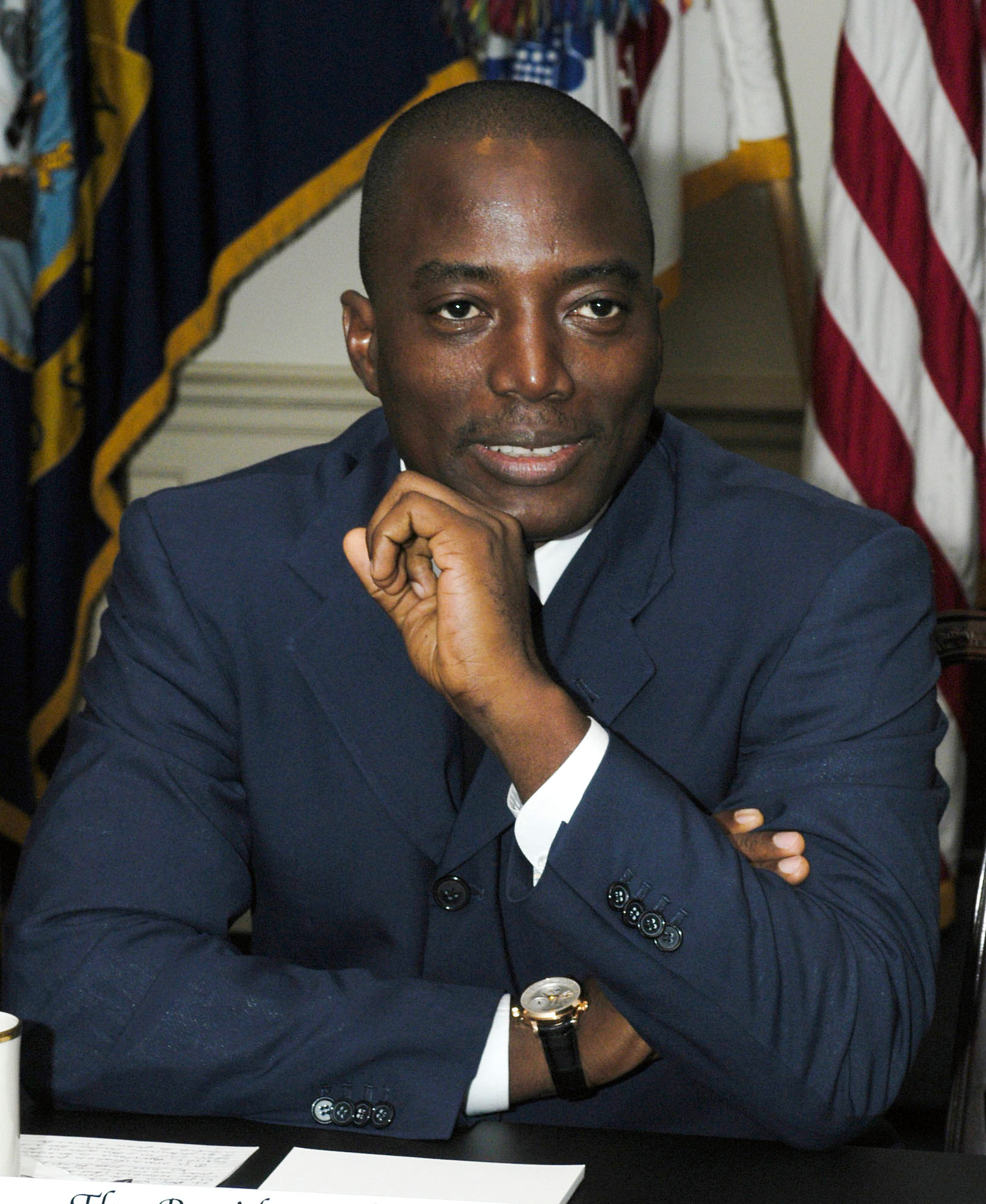
Joseph Kabila, presidente de transición de la RDC.

El Gobierno de Transición de la República Democrática del Congo nace producto de los acuerdos de paz que pusieron término a la segunda guerra del Congo (1998-2002). Este gobierno tenía como base una constitución de consenso, acordada bajo los términos de los Acuerdos de Pretoria.
Joseph Kabila, asumió el cargo de presidente en funciones tras el asesinato de su padre, y fue considerado como una de las piedras angulares de las posibilidades de éxito de este gobierno. En octubre de 2002 Kabila negoció satisfactoriamente el retiro de las fuerzas de Ruanda estacionadas en la parte oriental de la república, lo que pudo dar fuerzas al acuerdo firmado en Pretoria.

## Antecedentes
La segunda guerra del Congo significó una catástrofe para la historia de la RDC. Después de años de combates entre fuerzas de diferentes calibres y de intenciones diversas, el 17 de diciembre de 2002 todos los integrantes del llamado diálogo intercongoleño firmaron el Acuerdo Global e Inclusivo de Pretoria, que puso un término formal a más de cinco años de guerra que dejaron destruida la infraestructura congoleña y que provocó la muerte de cerca de 3,8 millones de personas. Los firmantes del acuerdo fueron el Gobierno de la RDC, la ACD (ACD-ML y RDC-N), el MLC, representantes de la oposición políticas y buena parte de las fuerzas Mai-Mai. 
El acuerdo de Pretoria en sí mismo obliga a los firmantes a llevar a cabo un plan con el objetivo de reunificar el país bajo un mismo gobierno y desarmar a las milicias irregulares, al igual que la finalización de la ocupación de parte del territorio por tropas extranjeras. Además se propuso una fecha para las elecciones, programadas en una primera instancia para junio de 2005. Pese a los innumerables problemas que se presentaron (en especial el tener que posponer las elecciones primero para marzo de 2006 y después para el 30 de julio del mismo año), en términos generales se ha logrado en gran medida llevar a buen término el acuerdo.
Este tratado permitió a su vez lograr el cese definitivo de las hostilidades. Así, tres grupos rebeldes apoyados por Uganda (el MLC, RCD-N y RCD-ML) firmaron el Acuerdo de Gbadolite el 31 de diciembre de 2002, por el cual se obligaban a un cese inmediato al fuego y a permitir el ingreso de observadores de las Naciones Unidas (MONUC) a la zona comprendida por el cuadrante Isiro-Bafwasende-Beni-Watsa. El acuerdo contemplaba a su vez la libertad de toda la población civil y de las organizaciones humanitarias al libre tránsito por todas las zonas. Cabe mencionar, sin embargo, que este último acuerdo ha sido violado reiteradas veces por las partes, manteniéndose, junto al Conflicto de Ituri, como una de las manchas de la paz del Congo.

## Historia

### Gobierno de Transición
En cumplimiento de lo acordado, en el mes de julio de 2003 se estableció un Gobierno de transición dirigido por Joseph Kabila con el cargo de presidente, acompañado por cuatro vicepresidentes que representaban al Gobierno saliente, a los grupos rebeldes y a la oposición política. La conformación de este ejecutivo de la forma señalada ha llevado a ser bautizado como el gobierno “1+4”.
Pese al término formal de las hostilidades, el conflicto continuó. Durante los meses de enero y febrero de 2003, observadores de la MONUC acusaron el movimiento hostil de tropas entre Ruanda, Uganda y sus agentes en la RDC. El 1 de mayo de aquel año se concluyó el retiro de las tropas ugandesas de Bunia e Ituri, en cumplimiento de los Acuerdos de Luanda. Pese al retiro, entre el 7 y el 16 de mayo se desataron fuertes combates entre los grupos étnicos hema y lendu en la provincia de Bunia. 
A partir del 30 de junio de aquel año se empezó a formar el Gobierno propiamente dicho. Durante el mes de septiembre unas repotenciadas fuerzas de la MONUC llevaron a cabo una gran operación con el fin de desmilitarizar la provincia de Bunia, logrando un resultado parcial que bajó la escalada del conflicto pero no lo detuvo en su totalidad.
En septiembre de 2004 se produjeron graves incidentes provocados por el ingreso de tropas del Gobierno a las provincias de Kivu del Norte y del Sur. Entre 20.000 y 150.000 personas huyeron de sus hogares por temor a ser víctimas de la violencia. El 1 de octubre del mismo año, el Consejo de Seguridad de las Naciones Unidas aprobó el despliegue de 5.900 cascos azules extras para el MONUC, pese a que el Secretario General Kofi Annan había solicitado 12.000. En este período el Comité Internacional de Rescate reportó que el conflicto estaba causando la muerte de cerca de 1000 personas diarias y descalificó la respuesta dada por la ONU a la crisis. Como punto de comparación resaltó que mientras el gasto de la ONU en Irak se acercaba a $138 dólares por persona, en el Congo apenas se recibían $3.

### Escalada del conflicto
En el mes de noviembre de 2004, el presidente de Ruanda Paul Kagame declaró que mantenía la opción de incursionar militarmente en el territorio del Congo con el objeto de combatir a los militantes hutus refugiados en la RDC. De acuerdo con los Tratados de Pretoria, las fuerzas hutus que operaban en el Congo debían ser desmovilizadas, ya que en gran medida estaban compuestas por hutus que habían llevado a cabo el genocidio ruandés agrupados en las Fuerzas Democráticas para la Liberación de Ruanda (FDLR). A mediados del mes de diciembre de 2004 se había informado de reiterados ingresos de tropas ruandesas en el territorio de la RDC. El jefe de la MONUC M’Hand Djalouzi comentó estos informes el 1 de diciembre, señalando que «las incursiones no son algo nuevo, pero esta corresponde a otra cosa; tiene la apariencia de una invasión». Todavía no se sabe si las fuerzas ruandesas realizan operaciones temporales o están controlando territorio de forma más permanente. Las Naciones Unidas se comprometieron a investigar.

### Fuerzas de paz de la MONUC

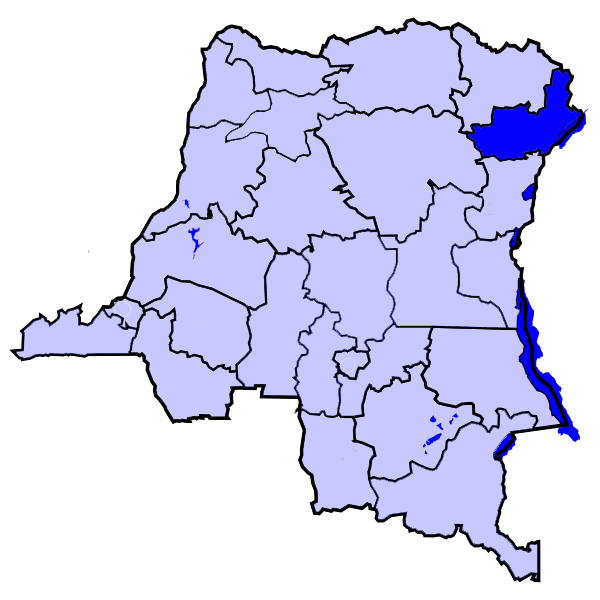
Mapa donde aparece resaltada la provincia de Ituri.

El 16 de diciembre la radio británica BBC informó que más de 20.000 civiles habían huido del pueblo de Kanyaboyonga, en la provincia de Kivu del Sur (160 km al norte de la ciudad de Goma). Fuerzas antigubernamentales dirigidas por el capitán Kabakuli Kennedy habían ocupado el pueblo y expulsado a las fuerzas leales de las cercanías. Kennedy habría señalado que sus intenciones corresponden a defender los intereses de la minoría banyamulengue de la región. Pese a las sospechas en su contra, el Gobierno de Ruanda desmintió haber participado de alguna forma en aquellas acciones. El gobierno congoleño ordenó la presencia de una comisión de arbitraje con el fin de llegar a algún acuerdo. 
El International Crisis Group emitió un informe el 17 de diciembre advirtiendo que la intervención ruandesa en el escenario significaba un serio retroceso en los avances pacíficos alcanzados en los años anteriores. Señaló a modo de advertencia que las dos guerras recientes se habían iniciado en circunstancias similares en la que el foco de desestabilización estaba en las provincias de Kivu, además de señalar la posibilidad cierta de que se pudiera desencadenar una nueva guerra regional, pese a los esfuerzos diplomáticos desplegados.
El 25 de enero de 2005 las Naciones Unidas informaron que Uganda y Ruanda continuaban armando a los grupos insurgentes en el este del Congo, siendo esto una grave violación al embargo de armas promovido en la región, pese a las vehementes negaciones de los países ocupados. En este marco el vocero del UPDF sugirió que la MONUC era inútil e ineficiente y que debería ser disuelta. Mientras tanto, durante la reunión de los líderes africanos en la ciudad nigeriana de Abuya, éstos acordaron el envío de más cascos azules a la RDC, con el fin de lograr de una vez el desarme de las fuerzas hutus que operaban en el área y que eran los principales provocadores de tensión en la zona. En respuesta a esta decisión, el vocero de las Fuerzas Democráticas para la Liberación de Ruanda declaró el 2 de febrero que las FDLR se resistirían a cualquier intento de ser desarmadas. El mismo día la secretaria de estado norteamericana Condoleezza Rice recibió en Washington a oficiales representantes de Uganda, Ruanda y la RDC con el fin de iniciar conversaciones destinadas a aliviar las tensiones regionales.
El 25 de febrero se produjo un grave incidente, que reflejaba por sí mismo las graves tensiones reinantes en la zona de Ituri, cuando nueve cascos azules bengalíes fueron emboscados por milicias no identificadas, mientras patrullaban un campo de desplazados en Kaki, provincia de Ituri. Este incidente se convirtió en la mayor pérdida de vidas de fuerzas de paz de la ONU desde el genocidio de Ruanda. El líder de la milicia "Frente Nacionalista e Integracionista" Floribert Ndjabu y tres de sus secuaces que operaban en el noreste de Ituri fueron arrestados, mientras que otros tres fueron señalados como responsables. Soldados de la MONUC asaltaron el cuartel del FNI y dieron muerte a cincuenta milicianos, en una situación que el Secretario General calificó de “autodefensa”.

### Fin del conflicto
El 31 de marzo del 2005 las FDLR anunciaron que abandonaban la lucha armada y que iniciarían el retorno a Ruanda como partido político. Este anuncio siguió a las mediaciones llevadas a cabo en Sant’Edigio en Roma con miembros del gobierno de la RDC. Si se llegara a cumplir este acuerdo por varios de los comandantes del FDLR, su regreso significaría el fin del principal foco de tensión de la región. Por su parte el gobierno de Ruanda informó que aquellos que participaron en el genocidio de 1994 serían llevado frente a los tribunales y enfrentarían la justicia por sus crímenes. En el mes de diciembre del 2005, tropas conjuntas de la RDC y la MONUC desarrollaron un gran operativo en la provincia de Ituri con el fin de restaurar la paz y expulsar a los rebeldes apoyados por Uganda. 
La nueva Constitución de la RDC fue adoptada el 16 de febrero de 2006, después de ser aprobada en un referendo popular en el mes de diciembre del año anterior. Esta aprobación significó la adopción de una nueva bandera nacional. Con la asistencia técnica de la ONU, en un día histórico el 30 de julio de 2006 se llevaron a cabo las primeras elecciones multipartidarias del país desde su independencia. Los resultados dieron como ganador a Joseph Kabila con cerca del 45% de los votos, mientras que su oponente Jean-Pierre Bemba obtuvo el 20%. Después de anunciados los resultados estallaron combates en la ciudad que significaron la muerte de 16 personas antes de que las fuerzas de la MONUC tomaran el control de la ciudad. La segunda vuelta entre ambos candidatos ha tenido lugar el 29 de octubre de 2006 y sus resultados no se conocerán hasta el 19 de noviembre.